# Məmmədli
Məmmədli (także, Falmay-Mahomedly, Magamedly, Magomedli, Magomedly, Mamedi, i Mamedli) - wioska i gmina w rejonie Abşeron w Azerbejdżanie. Populacja wynosi 2,758